# كورتني بيجرام
كورتني بيجرام (بالإنجليزية: Courtney Pigram)‏ مواليد 14 نوفمبر 1985 في ممفيس، هو لاعب كرة سلة أمريكي. بدأ مسيرته الاحترافية في سنة 2009. يحمل الرقم 23.

## المسيرة الاحترافية
لعب مع نادي أندورا لكرة السلة في الدوري الإسباني في موسم 2009–2010، ثم لعب مع مين ريد كلوز في موسم 2011–2012، ثم لعب مع نادي لوفين براونشفايغ لكرة السلة في سنة 2013، ثم لعب مع النادي العربي في موسم 2014–2015، ثم لعب مع نادي الهلال لكرة السلة في سنة 2016.

## روابط خارجية
- كورتني بيجرام على موقع كرة السلة الأوروبية.كوم (الإنجليزية)
- كورتني بيجرام على موقع كلية كرة السلة في سبورتس رفرنس.كوم (الإنجليزية)
- كورتني بيجرام على موقع ريلجم (الإنجليزية)
- كورتني بيجرام على موقع بروبوليرز (الإنجليزية)